# Bethesda (Ohio)
Bethesda è un villaggio degli Stati Uniti d'America, situato nello stato dell'Ohio, nella contea di Belmont.